# Phytoliriomyza tearohensis
Phytoliriomyza tearohensis este o specie de muște din genul Phytoliriomyza, familia Agromyzidae, descrisă de Spencer în anul 1976. Conform Catalogue of Life specia Phytoliriomyza tearohensis nu are subspecii cunoscute.